# Василівське водосховище
 Василівське водосхо́вище  — невелике руслове водосховище на річці Бичок (права притока р. Сухий Торець). Розташоване в Барвінківському районі Харківської області.
- Водосховище побудовано в 1971 році по проекту Харківської експедиції інституту Укргіпроводгосп.
- Призначення - зрошення, риборозведення, рекреація.
- Вид регулювання - сезонне.

## Основні параметри водосховища
- нормальний підпірний рівень — 90,41 м;
- форсований підпірний рівень — 91,91 м;
- рівень мертвого об'єму — 86,61 м;
- повний об'єм — 2,172 млн м³;
- корисний об'єм — 1,938 млн м³;
- площа дзеркала — 80,0 га;
- довжина — 2,68 км;
- середня ширина - 0,3 км;
- максимальні ширина - 0,4 км;
- середня глибина — 2,7 м;
- максимальна глибина — 5,0 м.

## Основні гідрологічні характеристики
- Площа водозбірного басейну - 122 км².
- Річний об'єм стоку 50% забезпеченості - 4,15 млн м3.
- Паводковий стік 50% забезпеченості - 3,17 млн м3.
- Максимальні витрати води 1% забезпеченості - 78,5 м3/с.

## Склад гідротехнічних споруд
- Глуха земляна гребля довжиною - 480 м, висотою - 9,2 м, шириною - 10 м. Закладення верхового укосу - 1:10, низового укосу - 1:2,5.
- Шахтний водоскид із монолітного залізобетону висотою - 5,6 м, розмірами 2(5х4)м.
- Водоскидний двохвічковий тунель довжиною - 42,5 м, розмірами 2(2,5х2,2)м.
- Донний водоспуск із двох сталевих труб діаметром 500 мм, суміщений із шахтним водоскидом, обладнаний засувками. Розрахункова витрата - 0,8 м3/с.

## Використання водосховища
Водосховище було побудовано для зрошення у колгоспі «Рассвет» Барвінківського району.
На даний час використовується для риборозведення.